# Деллькранс, Эдвин
Эдвин Деллькранс (швед. Edwin Dellkrans; род. 17 апреля 2003) — шведский футболист, защитник «Сундсвалля».

## Клубная карьера
Футболом начал заниматься в «Эрсмарк». В январе 2019 года присоединился к «Тефтео», за который провёл шесть матчей во втором дивизионе. Летом того же года стал игроком «Сундсвалля», где поначалу выступал за юношеские команды клуба. 26 августа 2021 года провёл первый матч за основной состав. В игре второго раунда кубка страны с «Умео» он вышел на поле в конце встречи вместо Эрика Андерссона. 24 октября 2022 года во встрече с «Юргорденом» дебютировал в чемпионате Швеции, появившись на поле на 86-й минуте вместо Джо Короны.

## Карьера в сборной
В октябре 2018 года был вызван в юношескую сборную Швеции до 15 лет на тренировочный сбор.

## Клубная статистика
| Выступление      | Выступление      | Выступление      | Лига | Лига | Кубки | Кубки | Конт. кубки | Конт. кубки | Итого | Итого |
| Клуб             | Лига             | Сезон            | Игры | Голы | Игры  | Голы  | Игры        | Голы        | Игры  | Голы  |
| ---------------- | ---------------- | ---------------- | ---- | ---- | ----- | ----- | ----------- | ----------- | ----- | ----- |
| Тефтео           | Дивизион 2       | 2019             | 6    | 0    | 0     | 0     | 0           | 0           | 6     | 0     |
| Тефтео           | Итого            | Итого            | 6    | 0    | 0     | 0     | 0           | 0           | 6     | 0     |
| Сундсвалль       | Алльсвенскан     | 2022             | 1    | 0    | 2     | 0     | 0           | 0           | 3     | 0     |
| Сундсвалль       | Итого            | Итого            | 1    | 0    | 2     | 0     | 0           | 0           | 3     | 0     |
| Всего за карьеру | Всего за карьеру | Всего за карьеру | 7    | 0    | 2     | 0     | 0           | 0           | 9     | 0     |